# Sigtryg Eysteinsson
Sigtryg Eysteinsson (n. 798) fue un rey vikingo legendario de Romerike y Hedmark en la Noruega del siglo IX, murió en batalla contra Halfdan el Negro. Para Halfdan consolidar el dominio del territorio no se limitaba a Raumarike, también a la mitad de Hedmark, el corazón del reino de Sigtryg y su hermano Eystein, que le sucedió a su muerte. Se le conoce por su mención en la saga Heimskringla de Snorri Sturluson, escaldo islandés del siglo XIII.